# Edward Groesbeck Voss
Edward Groesbeck Voss ( 22 de febrero de 1929, Delaware (Ohio) - 13 de febrero de 2012, Ann Arbor) fue un botánico estadounidense.

## Biografía
Era aborigen de Delaware (Ohio), recibiendo su Ph.D. por la Universidad de Míchigan en 1954 y desarrolló toda su carrera profesional en esa casa de altos estudios, estudiando plantas y la familia de Lepidoptera de Míchigan, su Estado adoptado. Es reconocido por sus tres volúmenes Michigan Flora (el vv. 1 fue honrado por una Resolución del Senado de Míchigan en 1972; el vv. 2 recibió el H.A. Gleason Award del New York Botanical Garden en 1986), además de su obra en historia botánica, especialmente su Botanical Beachcombers, y por su largo servicio en la International Association of Plant Taxonomy, sirviendo como secretario del comité editorial del International Code of Botanical Nomenclature de 1969 a 1981, y su pte. de 1981 a 1987.
También tenía un gran interés en los lepidópteros, publicando una serie de documentos sobre mariposas y polillas del norte de Míchigan.
Falleció de una hemorragia cerebral.

## Algunas publicaciones
- —— (1972). Michigan Flora: Gymnosperms and monocots. Cranbrook Institute of Science.

- ------. 1973. The boreal forest and borders, from nature. Wild plants in flower 2. Con Torkel Korling, 71 pp.

- —— (1985). Michigan Flora: Dicots (Saururaceae-Cornaceae). Cranbrook Institute of Science.

- —— (1996). Michigan Flora: Dicots (Pyrolaceae-Compositae). Cranbrook Institute of Science.

- Voss, Edward Groesbeck; Reznicek, Dr. Anton A. (2012). Field Manual of Michigan Flora. University of Michigan Press. p. 998. ISBN 978-0-472-11811-3.

- A. A. Reznicek, E. G. Voss, and B. S. Walters (febrero de 2011). «Michigan Flora Online». University of Michigan. Archivado desde el original el 2 de septiembre de 2013. Consultado el 29 de julio de 2014.

## Honores
- miembro de la Sociedad Linneana de Londres.[4]